# Estación de Fafe
La Estación Ferroviaria de Fafe fue una plataforma ferroviaria de la Línea de Guimarães, que servía a la localidad de Fafe, en el Distrito de Braga, en Portugal.

## Historia
En octubre de 1903, se proyectó que una de las obras en ser iniciadas en ese mes sería el allanado de la ubicación de esta estación.
El tramo entre Guimarães y Fafe abrió a la explotación el 21 de julio de 1907.
En 1932, la Empresa Omnibus Fafense estableció, en colaboración con la Compañía de los Ferrocarriles del Norte de Portugal, varios servicios de camiones entre la estación de Fafe y las localidades servidas por la empresa.
El tramo entre Guimarães y Fafe cerró el 1986.